# Saison 1968-1969 de la Juventus FC
Maillots
Chronologie
Saison précédente Saison suivante
La saison 1968-1969 de la Juventus Football Club est la soixante-sixième de l'histoire du club, créé soixante-douze ans plus tôt en 1897.
L'équipe piémontaise prend ici part lors de cette saison à la 67e édition du championnat d'Italie (38e de Serie A), à la 21e édition de la Coupe d'Italie (en italien Coppa Italia), ainsi qu'à la 11e édition de la Coupe des villes de foires.

## Historique
Auteurs d'une saison précédente terminée sur le podium, les bianconeri du président Vittore Catella souhaitent cette année reconquérir le titre.
Pour ce faire, l'entraîneur Heriberto Herrera recrute pour son effectif quelques nouveaux joueurs, comme les gardiens Giuliano Sarti et Roberto Tancredi ainsi que le défenseur Luigi Pasetti. Le milieu de terrain est quant à lui renforcé par l'arrivée de deux bons joueurs confirmés, Romeo Benetti et l'allemand Helmut Haller (premier allemand au club depuis presque 60 ans), plus le milieu suédois Thomas Nordahl (fils de la légende milanaise Gunnar Nordahl, qui fut immédiatement prêté aux belges d'Anderlecht), tandis qu'arrivent en attaque Fabio Bonci, mais surtout Pietro Anastasi (qui s'avèrera durant sa carrière juventina devenir l'un des meilleurs buteurs de l'histoire du club).

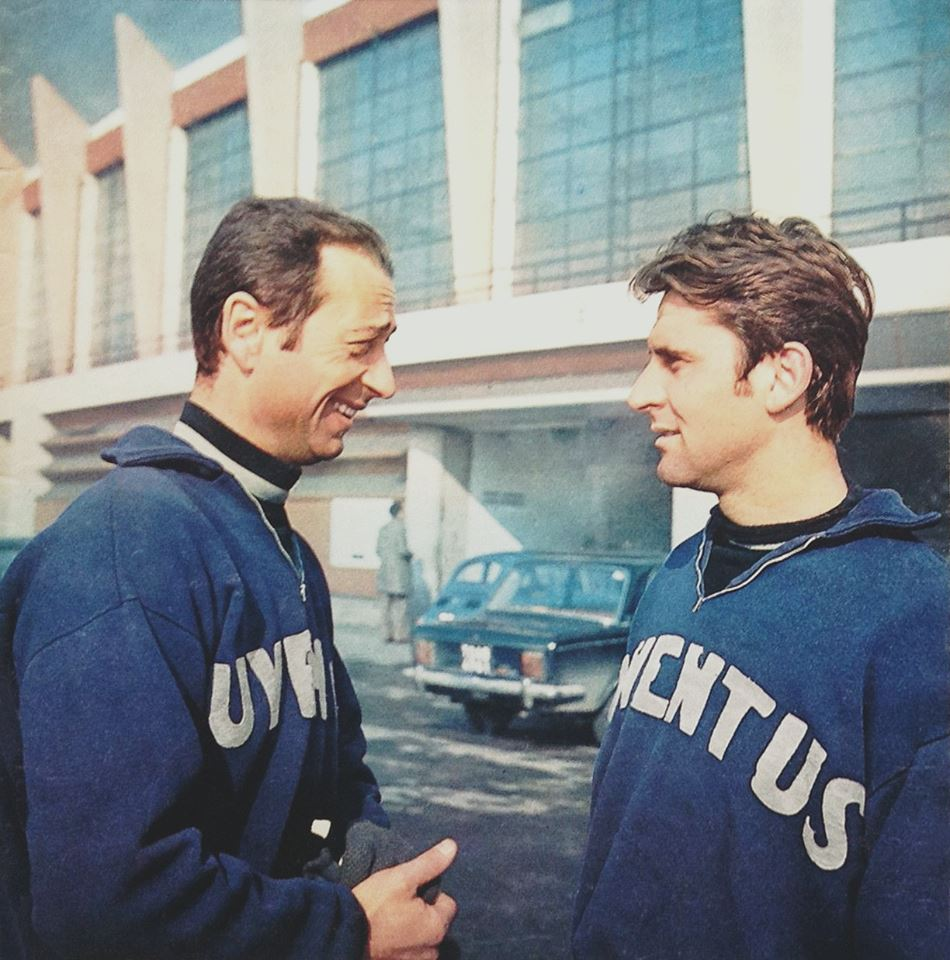
Les gardiens juventini de la saison 1968-1969, Sarti et le titulaire Anzolin, discuter de l'extérieur du stade communal de Turin lors d'une pause de formation.

La Juventus FC a cette année tout d'abord rendez-vous avec la Coppa Italia qui a lieu sous un format différent des éditions précédentes, avec une phase de groupe.
Avec un match sans buts contre Cesena lors de la première journée, les turinois écrasent ensuite la Sampdoria par 5 buts à zéro (buts de Salvadore, Benetti (triplé) et Zigoni) puis s'imposent par 3 à 1 sur le terrain du Genoa (avec des buts de Zigoni, Bercellino et Anastasi) pour le dernier match du groupe, terminant premiers avec 5 points. Le tour suivant se joue sur match aller-retour et c'est Cagliari que la Juve doit affronter. L'aller, joué le 19 mars, voit les sardes s'imposer 1-0 avant que les deux clubs ne se neutralisent ensuite un but partout (but juventino de Bercellino sur penalty), éliminant donc le club du Piémont au stade des quarts-de-finale.
Après un an d'absence, la Juventus dispute également cette saison la Coupe des villes de foires 1968-1969 au mois de septembre.
Le mercredi 18 septembre 1968 a lieu le premier rendez-vous contre les Suisses du Lausanne-Sports, que les Italiens battent sans trop forcer 2-0 à l'aller (réalisations de Zigoni et Leoncini) et le même score au retour (grâce à Benetti et Del Sol). L'affaire se corse au tour suivant en 16e de finale contre l'équipe allemande de l'Eintracht Francfort. Après un score vierge à l'aller, les deux équipes jouent le match retour au Waldstadion de Francfort le 21 novembre, et ce sont les Allemands qui parviennent à passer avec un but dans les ultimes secondes de la seconde mi-temps des prolongations. L'Europe s'arrête donc ici pour la Vecchia Signora.

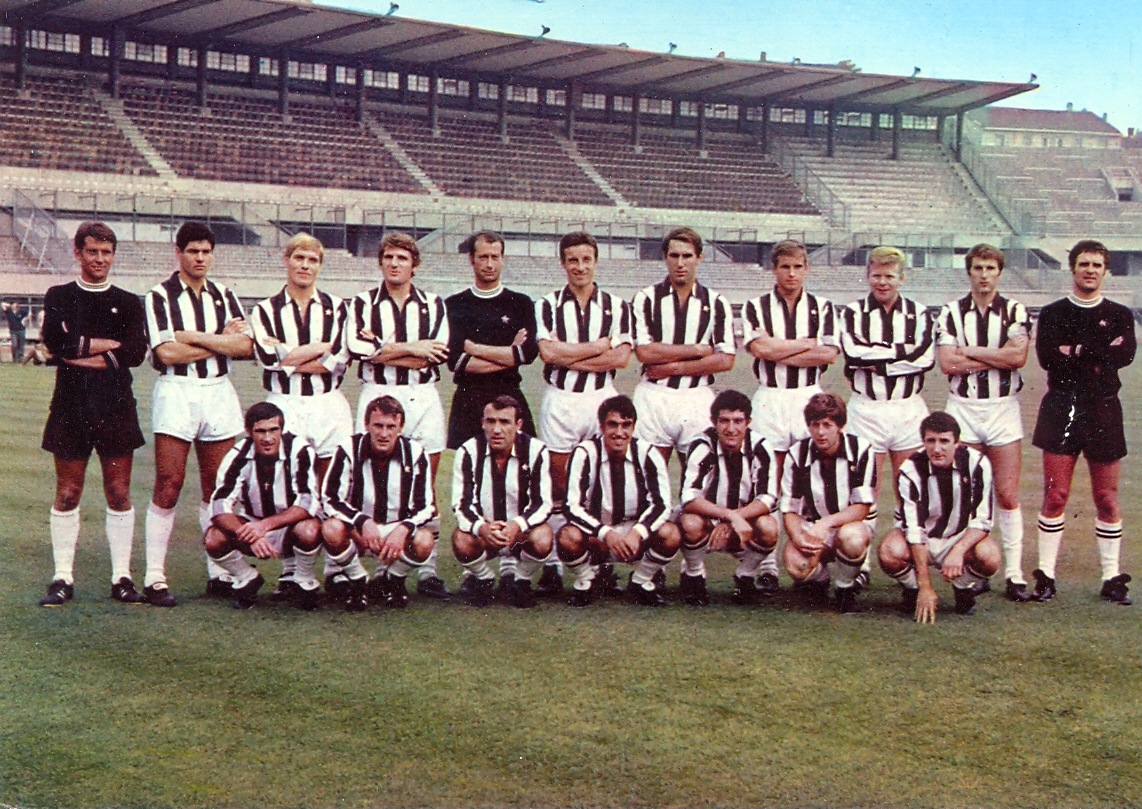
Les bianconeri au 5e rang en Serie A, et éliminé au quarts-de-finale de la Coupe d'Italie et en 16e-de-finale de la Coupe des villes de foires.

Mais cette saison, la vraie compétition attendue reste la Serie A, que les piémontais commencent à disputer le lors d'un premier match contre l'Atalanta au Stadio Atleti Azzurri d'Italia (score final 3-3 avec un doublé d'Anastasi et un but de Del Sol). La Juve ne remporte son premier match qu'au bout de la 4e journée (un seul but d'Anastasi contre Bologne). Trois semaines plus tard le 17 novembre a lieu le derby della Mole contre le rival voisin du Torino, battu 2-1 par la Madama (réalisations de Menichelli et Anastasi). Mais cette victoire ne suffit pas et le club de Turin reste ensuite dans la première partie du classement sans se démarquer, alternant victoires et défaites, et ce jusqu'à la fin de la phase des matchs aller. Le club juventino réalise même une série de 3 matchs nuls consécutifs entre la 17e et la 19e journée, avant de gagner à nouveau le 2 mars, 2-0 contre Varese (avec des réalisations de Benetti et Anastasi). Après cette victoire de bon augure, le Milan bat sur le plus petit des scores la Juventus lors de la 25e journée, elle qui n'avait plus encaissé de buts depuis 5 matchs. Il s'ensuit après trois matchs sans défaite avant de perdre 2-0 contre la Fiorentina lors de l'avant-dernière journée, le 11 mai. Le dernier match de la saison voit la Juve ne pas faire mieux que 1-1 contre la Sampdoria avec un but bianconero de Leoncini.
Auteurs de seulement 35 points, la Vieille Dame termine finalement à la décevante 5e place à 10 points du champion de la Fiorentina, avec seulement 12 victoires, pour 11 nuls et 7 défaites.
Cette saison aura au moins révélé un nouveau buteur en la personne du jeune Pietro Anastasi qui termine capocannoniere du club avec 15 buts à son actif.
Insuffisant pour le niveau attendu de l'effectif, la Juventus Football Club réalise là une saison ratée, avec un système de jeu du movimiento mis en place par Heriberto Herrera à bout de souffle.

## Déroulement de la saison

### Résultats en championnat
- Phase aller

| samedi 28 septembre 1968 1re journée | Atalanta                      | 3 - 3 | Juventus                      | Stadio Atleti Azzurri d'Italia, Bergame 15h00 Arbitre : Monti |
| samedi 28 septembre 1968 1re journée | Clerici 9e 31e · Nastasio 28e |       | 4e 19e Anastasi · 45e Del Sol | Stadio Atleti Azzurri d'Italia, Bergame 15h00 Arbitre : Monti |

| dimanche 8 octobre 1968 2e journée | Juventus | 0 - 0 | Palerme | Stadio Comunale, Turin 15h00 Arbitre : Genel |
| dimanche 8 octobre 1968 2e journée |          |       |         | Stadio Comunale, Turin 15h00 Arbitre : Genel |

| dimanche 13 octobre 1968 3e journée | Roma          | 1 - 1 | Juventus              | Stadio Olimpico, Rome 15h00 Arbitre : Carminati |
| dimanche 13 octobre 1968 3e journée | Santarini 88e |       | 33e (pen.) Bercellino | Stadio Olimpico, Rome 15h00 Arbitre : Carminati |

| dimanche 27 octobre 1968 4e journée | Juventus     | 1 - 0 | Bologne | Stadio Comunale, Turin 14h30 Arbitre : De Marchi |
| dimanche 27 octobre 1968 4e journée | Anastasi 66e |       |         | Stadio Comunale, Turin 14h30 Arbitre : De Marchi |

| dimanche 3 novembre 1968 5e journée | Varese | 0 - 2                     | Juventus | Stadio Franco Ossola, Varèse 15h00 Arbitre : D'Agostini |
| dimanche 3 novembre 1968 5e journée |        | 37e Zigoni · 90e Anastasi |          | Stadio Franco Ossola, Varèse 15h00 Arbitre : D'Agostini |

| dimanche 10 novembre 1968 6e journée | Juventus  | 1 - 2 | Cagliari                  | Stadio Comunale, Turin 14h30 Arbitre : Torelli |
| dimanche 10 novembre 1968 6e journée | Haller 7e |       | 35e Riva · 69e Boninsegna | Stadio Comunale, Turin 14h30 Arbitre : Torelli |

| dimanche 17 novembre 1968 7e journée | Torino     | 1 - 2 | Juventus                     | Stadio Comunale, Turin 14h30 48 253 spectateurs Arbitre : Lo Bello |
| dimanche 17 novembre 1968 7e journée | Combín 57e |       | 3e Menichelli · 88e Anastasi | Stadio Comunale, Turin 14h30 48 253 spectateurs Arbitre : Lo Bello |

| dimanche 24 novembre 1968 8e journée | Juventus                   | 2 - 0 | Pise | Stadio Comunale, Turin 14h30 Arbitre : De Robbio |
| dimanche 24 novembre 1968 8e journée | Pasetti 43e · Leoncini 61e |       |      | Stadio Comunale, Turin 14h30 Arbitre : De Robbio |

| dimanche 1er décembre 1968 9e journée | Naples             | 2 - 1 | Juventus     | Stadio San Paolo, Naples 14h30 Arbitre : Pieroni |
| dimanche 1er décembre 1968 9e journée | Montefusco 15e 37e |       | 13e Anastasi | Stadio San Paolo, Naples 14h30 Arbitre : Pieroni |

| dimanche 8 décembre 1968 10e journée | Juventus | 0 - 1      | Milan | Stadio Comunale, Turin 14h30 Arbitre : Monti |
| dimanche 8 décembre 1968 10e journée |          | 41e Hamrin |       | Stadio Comunale, Turin 14h30 Arbitre : Monti |

| dimanche 15 décembre 1968 11e journée | Hellas Vérone          | 2 - 1 | Juventus     | Stadio Marcantonio Bentegodi, Vérone 14h30 Arbitre : D'Agostini |
| dimanche 15 décembre 1968 11e journée | Bui 21e · Petrelli 29e |       | 88e Anastasi | Stadio Marcantonio Bentegodi, Vérone 14h30 Arbitre : D'Agostini |

| dimanche 22 décembre 1968 12e journée | Juventus          | 1 - 0 | Lanerossi Vicence | Stadio Comunale, Turin 14h30 Arbitre : Bernardis |
| dimanche 22 décembre 1968 12e journée | Haller 38e (pen.) |       |                   | Stadio Comunale, Turin 14h30 Arbitre : Bernardis |

| dimanche 12 janvier 1969 13e journée | Inter        | 1 - 2 | Juventus        | Stadio San Siro, Milan 14h30 Arbitre : Sbardella |
| dimanche 12 janvier 1969 13e journée | Burgnich 76e |       | 2e 10e Anastasi | Stadio San Siro, Milan 14h30 Arbitre : Sbardella |

| dimanche 19 janvier 1969 14e journée | Fiorentina                  | 2 - 1 | Juventus   | Stadio Comunale, Florence 14h30 Arbitre : Monti |
| dimanche 19 janvier 1969 14e journée | De Sisti 21e · Maraschi 73e |       | 60e Zigoni | Stadio Comunale, Florence 14h30 Arbitre : Monti |

| dimanche 26 janvier 1969 15e journée | Juventus   | 1 - 1 | Sampdoria    | Stadio Comunale, Turin 14h30 Arbitre : Giunti |
| dimanche 26 janvier 1969 15e journée | Zigoni 54e |       | 59e Sabatini | Stadio Comunale, Turin 14h30 Arbitre : Giunti |

- Phase retour

| dimanche 2 février 1969 16e journée | Juventus   | 1 - 0 | Atalanta | Stadio Comunale, Turin 15h00 Arbitre : Di Tonno |
| dimanche 2 février 1969 16e journée | Haller 75e |       |          | Stadio Comunale, Turin 15h00 Arbitre : Di Tonno |

| dimanche 9 février 1969 17e journée | Palerme             | 1 - 1 | Juventus   | Stadio La Favorita, Palerme 15h00 Arbitre : Sbardella |
| dimanche 9 février 1969 17e journée | Salvadore 14e (csc) |       | 52e Haller | Stadio La Favorita, Palerme 15h00 Arbitre : Sbardella |

| samedi 12 février 1969 18e journée | Juventus                     | 2 - 2 | Roma                           | Stadio Comunale, Turin 15h00 Arbitre : De Marchi |
| samedi 12 février 1969 18e journée | Anastasi 24e · Salvadore 71e |       | 54e Capello · 87e (pen.) Peiró | Stadio Comunale, Turin 15h00 Arbitre : De Marchi |

| dimanche 23 février 1969 19e journée | Bologne     | 1 - 1 | Juventus     | Stadio Comunale, Bologne 15h00 Arbitre : Genel |
| dimanche 23 février 1969 19e journée | Savoldi 79e |       | 57e Anastasi | Stadio Comunale, Bologne 15h00 Arbitre : Genel |

| dimanche 2 mars 1969 20e journée | Juventus                   | 2 - 0 | Varese | Stadio Mario Rigamonti, Brescia 15h00 Arbitre : Barbaresco |
| dimanche 2 mars 1969 20e journée | Benetti 1re · Anastasi 52e |       |        | Stadio Mario Rigamonti, Brescia 15h00 Arbitre : Barbaresco |

| dimanche 9 mars 1969 21e journée | Cagliari | 0 - 1        | Juventus | Stadio Amsicora, Cagliari 15h00 Arbitre : Lo Bello |
| dimanche 9 mars 1969 21e journée |          | 53e Anastasi |          | Stadio Amsicora, Cagliari 15h00 Arbitre : Lo Bello |

| dimanche 16 mars 1969 22e journée | Juventus | 0 - 0 | Torino | Stadio Comunale, Turin 15h00 60 066 spectateurs Arbitre : Carminati |
| dimanche 16 mars 1969 22e journée |          |       |        | Stadio Comunale, Turin 15h00 60 066 spectateurs Arbitre : Carminati |

| dimanche 23 mars 1969 23e journée | Pise | 0 - 0 | Juventus | Stadio Arena Garibaldi, Pise 15h00 Arbitre : Sbardella |
| dimanche 23 mars 1969 23e journée |      |       |          | Stadio Arena Garibaldi, Pise 15h00 Arbitre : Sbardella |

| dimanche 6 avril 1969 24e journée | Juventus              | 2 - 0 | Naples | Stadio Comunale, Turin 15h30 Arbitre : Bernardis |
| dimanche 6 avril 1969 24e journée | Haller 3e · Bonci 54e |       |        | Stadio Comunale, Turin 15h30 Arbitre : Bernardis |

| dimanche 13 avril 1969 25e journée | Milan     | 1 - 0 | Juventus | Stadio San Siro, Milan 15h30 Arbitre : Lo Bello |
| dimanche 13 avril 1969 25e journée | Prati 20e |       |          | Stadio San Siro, Milan 15h30 Arbitre : Lo Bello |

| dimanche 20 avril 1969 26e journée | Juventus     | 1 - 0 | Hellas Vérone | Stadio Comunale, Turin 15h30 Arbitre : Serafino |
| dimanche 20 avril 1969 26e journée | Anastasi 22e |       |               | Stadio Comunale, Turin 15h30 Arbitre : Serafino |

| dimanche 27 avril 1969 27e journée | Lanerossi Vicence | 0 - 0 | Juventus | Stadio Romeo Menti, Vicence 16h00 Arbitre : Motta |
| dimanche 27 avril 1969 27e journée |                   |       |          | Stadio Romeo Menti, Vicence 16h00 Arbitre : Motta |

| dimanche 4 mai 1969 28e journée | Juventus   | 1 - 0 | Inter | Stadio Comunale, Turin 16h00 Arbitre : Toselli |
| dimanche 4 mai 1969 28e journée | Haller 12e |       |       | Stadio Comunale, Turin 16h00 Arbitre : Toselli |

| dimanche 11 mai 1969 29e journée | Juventus | 0 - 2                       | Fiorentina | Stadio Comunale, Turin 16h00 Arbitre : Lo Bello |
| dimanche 11 mai 1969 29e journée |          | 48e Chiarugi · 69e Maraschi |            | Stadio Comunale, Turin 16h00 Arbitre : Lo Bello |

| dimanche 18 mai 1969 30e journée | Sampdoria | 1 - 1 | Juventus     | Stade Luigi-Ferraris, Gênes 16h00 Arbitre : Sbardella |
| dimanche 18 mai 1969 30e journée | Salvi 6e  |       | 70e Leoncini | Stade Luigi-Ferraris, Gênes 16h00 Arbitre : Sbardella |

#### Classement
|  |    | Classement final 1965-1966 | Pts | MJ | V  | N  | D | BP | BC | Dif |
|  | -- | -------------------------- | --- | -- | -- | -- | - | -- | -- | --- |
|  | 1. | Fiorentina                 | 45  | 30 | 16 | 13 | 1 | 38 | 18 | +20 |
|  | 2. | Cagliari                   | 41  | 30 | 14 | 13 | 3 | 41 | 18 | +23 |
|  | 3. | Milan                      | 41  | 30 | 14 | 13 | 3 | 31 | 12 | +19 |
|  | 4. | Inter                      | 36  | 30 | 14 | 8  | 8 | 55 | 26 | +29 |
|  | 5. | Juventus                   | 35  | 30 | 12 | 11 | 7 | 32 | 24 | +8  |

### Résultats en coupe
- Phases de poule

| dimanche 8 septembre 1968 1re journée | Cesena | 0 - 0 | Juventus | Stadio Dino Manuzzi, Cesena 21h00 Arbitre : Pieroni |
| dimanche 8 septembre 1968 1re journée |        |       |          | Stadio Dino Manuzzi, Cesena 21h00 Arbitre : Pieroni |

| dimanche 15 septembre 1968 2e journée | Juventus                                        | 5 - 0 | Sampdoria | Stadio Comunale, Turin 21h00 Arbitre : Barbaresco |
| dimanche 15 septembre 1968 2e journée | Salvadore 6e · Benetti 11e 15e 55e · Zigoni 72e |       |           | Stadio Comunale, Turin 21h00 Arbitre : Barbaresco |

| dimanche 22 septembre 1968 3e journée | Genoa          | 1 - 3 | Juventus                                          | Stade Luigi-Ferraris, Gênes 16h00 Arbitre : Sbardella |
| dimanche 22 septembre 1968 3e journée | Mascheroni 39e |       | 41e Zigoni · 71e (pen.) Bercellino · 89e Anastasi | Stade Luigi-Ferraris, Gênes 16h00 Arbitre : Sbardella |

|  |    | Classement groupe 2 | Pts | MJ | V | N | D | BP | BC | Dif |
|  | -- | ------------------- | --- | -- | - | - | - | -- | -- | --- |
|  | 1. | Juventus            | 5   | 3  | 2 | 1 | 0 | 8  | 1  | +7  |
|  | 2. | Cesena              | 3   | 3  | 1 | 1 | 1 | 1  | 1  | 0   |
|  | 3. | Genoa               | 2   | 3  | 1 | 0 | 2 | 3  | 5  | -2  |

- Quarts-de-finale

| mercredi 19 mars 1969 Match aller | Cagliari       | 1 - 0 | Juventus | Stadio Amsicora, Cagliari 15h00 Arbitre : D'Agostini |
| mercredi 19 mars 1969 Match aller | Boninsegna 36e |       |          | Stadio Amsicora, Cagliari 15h00 Arbitre : D'Agostini |

| mercredi 2 avril 1969 Match retour | Juventus              | 1 - 1 | Cagliari     | Stadio Comunale, Turin 20h45 Arbitre : Genel |
| mercredi 2 avril 1969 Match retour | Bercellino 79e (pen.) |       | 24e Brugnera | Stadio Comunale, Turin 20h45 Arbitre : Genel |

### Résultats en coupe des villes de foires
- 32e-de-finale

| mercredi 18 septembre 1968 Match aller | Lausanne-Sports | 0 - 2                     | Juventus | Stade Olympique de la Pontaise, Lausanne 20h30 Arbitre : Vigliani |
| mercredi 18 septembre 1968 Match aller |                 | 17e Zigoni · 62e Leoncini |          | Stade Olympique de la Pontaise, Lausanne 20h30 Arbitre : Vigliani |

| mercredi 9 octobre 1968 Match retour | Juventus                  | 2 - 0 | Lausanne-Sports | Stadio Comunale, Turin 21h15 Arbitre : Botić |
| mercredi 9 octobre 1968 Match retour | Benetti 43e · Del Sol 74e |       |                 | Stadio Comunale, Turin 21h15 Arbitre : Botić |

- 16e-de-finale

| mercredi 6 novembre 1968 Match aller | Juventus | 0 - 0 | Eintracht Francfort | Stadio Comunale, Turin 21h00 Arbitre : Gardeazábal |
| mercredi 6 novembre 1968 Match aller |          |       |                     | Stadio Comunale, Turin 21h00 Arbitre : Gardeazábal |

| jeudi 21 novembre 1968 Match retour | Eintracht Francfort | 1 - 0 (a.p.) | Juventus | Waldstadion, Francfort 19h30 Arbitre : Jakše |
| jeudi 21 novembre 1968 Match retour | Bechtold 120e       |              |          | Waldstadion, Francfort 19h30 Arbitre : Jakše |

### Matchs amicaux
| mercredi 21 août 1968 | Derthona | 0 - 3            | Juventus |  |
| mercredi 21 août 1968 |          | Buteurs inconnus |          |  |

| dimanche 25 août 1968 | Biellese | 0 - 6            | Juventus |  |
| dimanche 25 août 1968 |          | Buteurs inconnus |          |  |

| mercredi 28 août 1968 | Juventus       | 1 - 1 | Dinamo Bucarest |  |
| mercredi 28 août 1968 | Buteur inconnu |       | Buteur inconnu  |  |

| mercredi 11 septembre 1968 | Bologne        | 1 - 1 | Juventus       |  |
| mercredi 11 septembre 1968 | Buteur inconnu |       | Buteur inconnu |  |

| jeudi 17 octobre 1968 | Astimacobì | 0 - 12           | Juventus |  |
| jeudi 17 octobre 1968 |            | Buteurs inconnus |          |  |

| dimanche 29 décembre 1968 | Pro Patria | 0 - 3            | Juventus |  |
| dimanche 29 décembre 1968 |            | Buteurs inconnus |          |  |

| jeudi 30 janvier 1969 | Savone         | 1 - 4 | Juventus         |  |
| jeudi 30 janvier 1969 | Buteur inconnu |       | Buteurs inconnus |  |

| mardi 6 février 1969 | Syracuse       | 1 - 5 | Juventus         |  |
| mardi 6 février 1969 | Buteur inconnu |       | Buteurs inconnus |  |

| mardi 5 mars 1969 | Juventus         | 3 - 0 | GAIS |  |
| mardi 5 mars 1969 | Buteurs inconnus |       |      |  |

| lundi 27 mai 1969 | Juventus         | 2 - 3 | Anderlecht       |  |
| lundi 27 mai 1969 | Buteurs inconnus |       | Buteurs inconnus |  |

| jeudi 30 mai 1969 | FC Barcelone     | 3 - 2 | Juventus         |  |
| jeudi 30 mai 1969 | Buteurs inconnus |       | Buteurs inconnus |  |

| mardi 4 juin 1969 | FC Barcelone   | 1 - 0 | Juventus |  |
| mardi 4 juin 1969 | Buteur inconnu |       |          |  |

| vendredi 7 juin 1969 | Dundee United  | 1 - 0 | Juventus |  |
| vendredi 7 juin 1969 | Buteur inconnu |       |          |  |

| samedi 22 juin 1969 | Tunisie        | 1 - 2 | Juventus         |  |
| samedi 22 juin 1969 | Buteur inconnu |       | Buteurs inconnus |  |

#### Trofeo Lanza di Trabia
| dimanche 1er septembre 1968 | Derthona       | 1 - 3 | Juventus         |  |
| dimanche 1er septembre 1968 | Buteur inconnu |       | Buteurs inconnus |  |

#### Coupe de l'Amitié
| samedi 4 janvier 1969 | Sampdoria | 0 - 2            | Juventus |  |
| samedi 4 janvier 1969 |           | Buteurs inconnus |          |  |

#### Trofeo Città di Milano
| mercredi 11 juin 1969 | Inter                           | 3 - 1 | Juventus   | Stadio San Siro, Milan Arbitre : Lattanzi |
| mercredi 11 juin 1969 | Mazzola 11e · Facchetti 83e 86e |       | 55e Zigoni | Stadio San Siro, Milan Arbitre : Lattanzi |

| samedi 14 juin 1969 | Milan          | 1 - 0 | Juventus | Stadio San Siro, Milan |
| samedi 14 juin 1969 | Buteur inconnu |       |          | Stadio San Siro, Milan |

## Effectif du club
Effectif des joueurs de la Juventus Football Club lors de la saison 1968-1969.

## Buteurs
Voici ici les buteurs de la Juventus Football Club toutes compétitions confondues.
| 15 buts - Pietro Anastasi 6 buts - Helmut Haller - Gianfranco Zigoni 5 buts - Romeo Benetti 3 buts - Giancarlo Bercellino - Gianfranco Leoncini | 2 buts - Luis del Sol - Sandro Salvadore 1 but - Fabio Bonci - Giampaolo Menichelli - Luigi Pasetti |